# Georges-Antoine Ricard
Pour les articles homonymes, voir Ricard.
Georges-Antoine Ricard, né le 16 février 1738 à Chambéry et mort le 29 avril 1811 à Turin, est un négociant français, qui fut l'un des premiers régents de la Banque de France.

## Parcours
Georges-Antoine Ricard fonde la Compagnie Ricard à Lyon et se dit négociant, particulièrement dans le domaine de la soie. 
Le 2 décembre 1766 il se marie à Lyon avec Jeanne Marie Gérin-Roze (1742-1778), lié à la famille d'un autre négociant, Henry-Liévain Carié. 
Ricard est commandite de nombreuses affaires dont la banque Jubié, Basterrèche et Cie.
Il est élu député de Lyon au Conseil des Cinq-Cents puis au Corps législatif.
Par le biais de ses contacts financiers, il entre en 1796 comme actionnaire à la Caisse des comptes courants. 
Il est nommé régent de la Banque de France le 16 février 1800 et occupe le 15e et dernier fauteuil.
Ricard gère ensuite à partir d'août 1800 avec son fils François-Ignace la ferme de l'Octroi de Lyon mais dont il est évincé au bout d'un an.
Ricard connaît alors une faillite retentissante à cause de positions financières trop risquées. Le 17 octobre 1801 il est remplacé au Conseil de régence par Davilier.
Ricard s'enfuit en Angleterre, sans doute pour échapper à ses créanciers. Il meurt à Turin en 1814.
L'un de ses fils, François Ricard (1773-1835) fut aide de camp du maréchal Suchet auquel sa famille était lié. Il est fait chevalier de l'Empire par lettres patentes en janvier 1813. Après 1815, il participe à la conquête de l'Algérie et commande la place d'Alger où il meurt en 1835.